# La Famille Addams (série télévisée, 1964)
Pour les articles homonymes, voir La Famille Addams.
 (janvier 2013).
Si vous disposez d'ouvrages ou d'articles de référence ou si vous connaissez des sites web de qualité traitant du thème abordé ici, merci de compléter l'article en donnant les références utiles à sa vérifiabilité et en les liant à la section « Notes et références ».
La Famille Addams (The Addams Family), également intitulée Addams Family, est une série télévisée américaine en noir et blanc de 64 épisodes de 25 minutes. Elle est basée sur les personnages des dessins humoristiques de Charles Addams publiés dans le magazine The New Yorker à partir de 1938. Elle a été diffusée du 18 septembre 1964 au 8 avril 1966 sur ABC.
En France, la série a été diffusée sous le titre Addams Family. La saison 1 a été diffusée du 19 septembre 1987 au 13 mai 1988 sur M6, la saison 2 du 22 juin 1990 au 26 juillet 1990 sur M6. Il y a eu une rediffusion en 1993, sur M6.
Au Québec, elle est diffusée sur Frissons TV depuis début 2023.

## Synopsis
Les Addams forment une famille hors du commun et vivent dans une maison peuplée d'étranges objets et créatures. Les membres de la famille sont : Morticia, la mère au teint blafard ; Gomez, le père, homme d'affaires et ancien avocat, aux yeux exorbités ; Mamie Addams, la grand-mère un peu sorcière ; les enfants, Pugsley et Mercredi, aux jeux inattendus (ils décapitent leurs poupées quand ils jouent à la Révolution française, et s'amusent avec un jaguar ou une pieuvre) ; l'oncle Fester, qui peut allumer une ampoule en la plaçant dans sa bouche ; Lurch (Max dans la version française du film), le maître d'hôtel organiste géant, qui ressemble au monstre de Frankenstein ; la Chose, une main intelligente se déplaçant toute seule dans la maison ; et enfin le cousin Itt (ou cousin Machin dans la version française du film), petit homme plein de cheveux et de poils, adoré de Morticia.

## Origines
La production de La Famille Addams démarre après la décision prise par CBS de programmer la série Les Monstres à la rentrée 1964. ABC réplique avec l’adaptation des dessins humoristiques de Charles Addams publiés dans The New Yorker. Les deux séries commencent leur diffusion la même semaine.

## Distribution

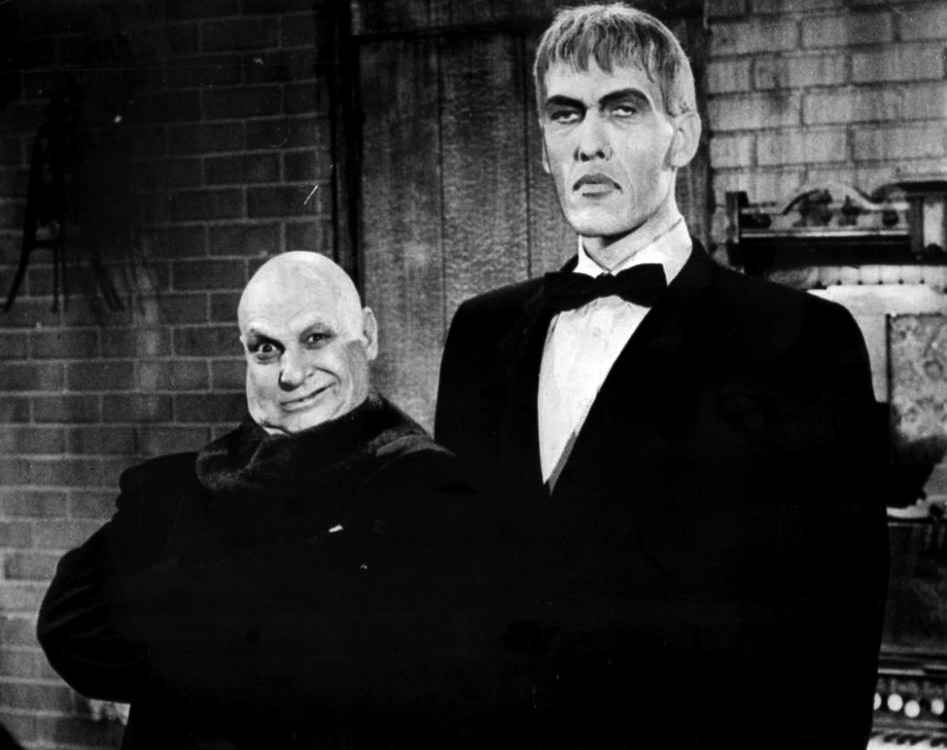
Jackie Coogan (oncle Fester) et Ted Cassidy (Lurch) en 1966.

- John Astin (VF : Gérard Hernandez) : Gomez Addams (en)
- Carolyn Jones (VF : Francine Lainé) : Morticia Addams (en) / Ophelia Frump (sœur de Morticia)
- Ted Cassidy (VF : Georges Atlas) : Lurch (appelé "Max" dans la version française du film de 1991)
- Lisa Loring (VF : Marie-Laure Dougnac) : Mercredi Vendredi Addams (VO : Wednesday Friday Addams)
- Ken Weatherwax (VF : Jackie Berger) : Pugsley Uno Addams
- Jackie Coogan (VF : Serge Lhorca) : Oncle Fester Addams (VO : Uncle Fester Addams) (appelé "Oncle Fétide Addams" dans la version française du film de 1991)
- Blossom Rock (VF : Françoise Fleury) : Grand-mère Addams (VO : Grandmama Addams)
- Jack Voglin : la chose ou "la main" (VO : Thing)
- Felix Silla : le petit cousin (VO : Cousin Itt) (appelé "Cousin Machin" dans la version française du film de 1991)
- Eddie Quillan  : George Bass / Horace Beesley / Clyde Arbogast / Joe Digby
- Parley Baer : Arthur J. Henson

## Personnages
(janvier 2013).
- Gomez Addams : Père de famille et mari aimant, Gomez est caricatural et fou à lier, le parfait représentant des Addams. Descendant de l'aristocratie britannique et de la noblesse castillane[7], il use souvent d'expressions espagnoles ("Querida", "Cara Mia", "Que sera sera"), dans les séries ou dans les films.

Gomez apparaît rarement avec ses enfants.
Il exerce la profession d'avocat de la défense, même si on le voit rarement exercer ; il est à la tête d'une immense fortune non évaluée.
Il maîtrise l'escrime, pratique le yoga, (on le voit dans la série), ce qui lui donne souplesse et agilité. C'est, avec Morticia, un excellent lanceur de couteau. Son passe-temps préféré est l'explosion, la collision et le déraillement de ses trains électriques.
- Morticia Addams : Morticia est d'une grande beauté, une beauté fatale. Sado-masochiste, lugubre et manipulatrice, elle rend à Gomez l'amour qu'il lui porte, en dansant, ou en le complimentant sur sa souplesse (cf. série de 1964). À chaque fois qu'elle s'exprime en espagnol (en français dans la VO de la série et des films), son mari redouble de mots doux.

Ses principales occupations sont : sa serre et ses plantes assez spéciales dont une étrangleuse africaine, une plante carnivore (répondant au nom de Cléopâtre (Cleopatra en VO) incapable de se nourrir toute seule), ainsi qu'un sumac vénéneux. Elle aime particulièrement les roses coupées au niveau de la corolle. Elle pratique l'escrime avec Gomez et gagne toujours en le touchant au cœur. Très maternelle, elle veille au bien-être de ses enfants. Elle a une grande sœur blonde, Ophelia Frump, également jouée par Carolyn Jones.
- Mercredi Vendredi Addams (Wednesday Friday Addams en VO) est une petite fille attachante. Elle aime s'amuser avec la dynamite de l'oncle Fester, plus qu'avec ses pétards. Elle a eu trois poupées. Mercredi a 6 ans et est très sensible.

- Pugsley Uno Addams  est l'aîné de Morticia et Gomez Addams. C'est un jeune garçon presque toujours habillé d'un t-shirt et un short rayé.

- Fester Addams (Uncle Fester en VO) : Fester est l'oncle de Morticia. Complètement chauve, toujours vêtu d'un long manteau à col de fourrure, il adore jouer avec la dynamite et les détonateurs. Il se repose sur un lit à clous, insère sa tête dans un presse-livre, être attaché avec des cordes, ou étendu sur une planche de bois. Fester allume des ampoules électriques en les plaçant dans sa bouche. S'il est irrité par un étranger, il peut se saisir d'un tromblon et annoncer qu'il va lui tirer dans le dos avant que Gomez et Morticia l'en empêchent. On l'aperçoit parfois grignoter des feuilles de cactus.

- La Chose (Thing en VO) : l'un des deux serviteurs de la famille Addams. C'est une main qui bouge toute seule, mais néanmoins intelligente. Sorte de bonne à tout faire, elle est la meilleure amie de la famille Addams. Elle sait écrire, ou bien communiquer en morse. A noter : la chose est tantôt une main droite, tantôt une main gauche.

- Lurch : le maître d'hôtel et l'organiste dévoué des Addams. Il est brusque, il ressemble à  Boris Karloff dans Frankenstein, il est particulièrement efficace, selon Gomez, quand il s'agit d'aller chercher les gens et de les ramener). Il parle peu,d'une voix caverneuse. Selon le site IMDb, le personnage devait être muet à l'origine, (dans la bande dessinée de Charles Addams, le personnage était silencieux). Lors de son audition, Ted Cassidy improvise la phrase "Vous avez sonné ?" ; cela plaît et est incorporé à la série. Lurch est assez complice avec Mercredi : elle lui apprend à danser, en retour, il lui enseigne le piano.

- Grand-mère Addams (Grandmama Addams en VO) : la mère de Gomez. C'est une sorcière, elle prépare des potions et jette des sorts. Elle fait de la peinture, joue de la cornemuse et prédit l'avenir (dans ce domaine, elle est un charlatan). Son prénom serait Esmeralda, selon Hester "Franny" Frump.
- Cousin Machin (Cousin Itt en VO) : il est de petite taille, totalement recouvert de longs cheveux soyeux. Il a des lunettes de soleil, un chapeau et s'exprime par babillements. Le cousin Machin est très intelligent (QI de 300)

## Épisodes et DVD
Les 3 coffrets DVD disponibles en France présentent la série complète et portent les numéros 3553446, 3600046 et 3628646 :
- Volume 1 : épisodes 1-01 à 1-22
- Volume 2 : épisodes 1-23 à 2-09
- Volume 3 : épisodes 2-10 à 2-30

Ces 3 volumes sont réunis en un coffret d'intégrale.